# Oscar Collodo
Oscar Collodo (* 16. August 1958 in Bern) ist ein ehemaliger italienischer Rugbyspieler. Er nahm 1987 mit der italienischen Rugby-Union-Nationalmannschaft an der Rugby-Union-Weltmeisterschaft teil.